# Estelle Nze Minko
Pour les articles homonymes, voir Minko.
Estelle Nze Minko, née le 11 août 1991 à Saint-Sébastien-sur-Loire, est une joueuse internationale française de handball évoluant au poste de demi-centre ou d'arrière gauche. En club, elle évolue depuis 2019 en Hongrie au Győri ETO KC.
Elle a remporté tous les titres internationaux majeurs : internationale française depuis 2014, elle est championne du monde en 2017 et 2023, Championne d'Europe en 2018 et Jeux olympiques en 2021 tandis qu'en club, son palmarès comporte une Ligue des champions (C1) en 2024, une Coupe de l'EHF (C2) en 2019 et une Coupe Challenge (C4) en 2011.
En 2018, elle nommée à l'élection de la meilleure handballeuse mondiale de l'année et en septembre 2022, elle est nommée capitaine de l'équipe de France.

## Biographie
Estelle Nze Minko a commencé le handball à 12 ans dans la ville de Saint-Julien-de-Concelles près de Nantes. Deux années plus tard, elle rentre au pôle espoir de Segré et fait partie de l’équipe du Nantes LAH qui évolue alors en Nationale 1. En 2009, voulant connaitre la première division, elle rejoint à tout juste 18 ans le Toulouse Féminin Handball mais le club est placé en liquidation judiciaire à l'issue de la saison. Par la suite, elle joue alors deux saisons pour Mios-Biganos, une saison pour le HBC Nîmes avant de retrouver en 2013 son club formateur, le Nantes LAH.
En octobre 2013, Estelle Nze Minko est appelée pour la première fois en équipe de France pour les matchs contre la Slovaquie et la Finlande en éliminatoires de l'Euro 2014. Le 24 octobre contre la Slovaquie, elle honore sa première sélection. En décembre 2014, elle est retenue pour participer au Championnat d'Europe 2014 en Hongrie et en Croatie. Après un bon début de compétition, la France termine finalement 5e de la compétition, Estelle Nze Minko s'illustrant notamment lors du match pour la cinquième place en inscrivant 7 buts.
Pour la saison 2015-2016, elle s'engage avec Fleury pour remplacer Marta Mangué,. À Fleury, elle remporte un premier titre national avec la coupe de la Ligue 2016. En avril 2016, elle s'engage avec le club hongrois du Siófok KC pour ce qui sera sa première expérience à l'étranger, aux côtés de sa coéquipière en équipe de France, Chloé Bulleux.
En décembre 2016, elle remporte sa première médaille, en bronze, avec l'équipe de France au championnat d'Europe. Avec 35 buts et 20 passes décisives, elle fait partie des meilleures joueuses de la compétition et participe grandement au beau parcours des Bleues. La consécration internationale arrive les années suivantes avec les titres de championne du monde en 2017 et de championne d'Europe en 2018. À titre individuel, elle réalise notamment un championnat d'Europe de très haut niveau, terminant meilleure marqueuse des Bleues et cinquième meilleure buteuse du tournoi avec 38 buts marqués et plus de 82% de réussite au tir. Elle est nommée à l'élection de la meilleure handballeuse mondiale de l'année 2018.
Pour la saison 2019-2020, elle rejoint le club de Győr.
Le 20 décembre 2020, elle est élue meilleure joueuse du championnat d'Europe 2020, mais ne peut empêcher, quelques heures plus tard, la Norvège de s'imposer face à la France en finale. Elle fait ensuite partie de l'équipe de France sacrée championne olympique en 2021 : elle rentre ainsi dans le cercle fermé des joueuses ayant remporté les trois compétitions internationales majeures. En septembre 2022, elle est nommée capitaine de l'équipe de France et guide les Bleues vers leur troisième titre mondial remporté en finale face à la Norvège le 17 décembre 2023.
Après trois échecs en finale ou en demi-finale, elle remporte enfin la Ligue des champions en 2024 avec Győr, le dernier titre international majeur qui manquait à son palmarès.

## Résultats

### En sélection
Jeux olympiques
- médaille d'argent aux Jeux olympiques de 2016,  Brésil
- médaille d'or aux Jeux olympiques de 2020,  Japon
- médaille d'argent aux Jeux olympiques de Paris en 2024,  France

Championnats du monde
- 7e place au championnat du monde 2015
- médaille d'or au championnat du monde 2017
- 13e place au championnat du monde 2019
- finaliste du championnat du monde 2021[20]
- médaille d’or au championnat du monde 2023

Championnats d'Europe
- vainqueur du championnat d'Europe 2018
- médaille d'argent au championnat d'Europe 2020
- médaille de bronze au championnat d'Europe 2016
- 5e place au championnat d'Europe 2014

Autres
- 4e du championnat du monde jeunes en 2008[21]
- vainqueur du championnat d'Europe jeunes en 2007[22]

### En club
Sauf précision, le palmarès est acquis avec le Győri ETO KC
Compétitions internationales
- Ligue des champions (C1)
  - vainqueur en 2024
  - finaliste en 2022
  - troisième en 2021 et 2023
- Coupe de l'EHF (C2)
  - vainqueur en 2019 (avec Siófok KC)
- Coupe Challenge (C4)
  - vainqueur en 2011 (avec Mios-Biganos)

Compétitions nationales
- coupe de la Ligue
  - vainqueur en 2016 (avec Fleury Loiret)
  - finaliste en 2013 (avec HBC Nîmes)
- Championnat de Hongrie
  - vainqueur en 2022, 2023
  - deuxième en 2021, 2024
- Coupe de Hongrie
  - vainqueur en 2021
  - Finaliste en 2022, 2023, 2024

### Récompenses individuelles
- nommée à l'élection de la meilleure handballeuse mondiale de l'année en 2018
- élue joueuse du mois en championnat de France (2) : mars 2013[23] et novembre 2014[24]
- élue meilleure joueuse du championnat d'Europe 2020[14]
- élue meilleure arrière gauche du championnat du monde 2023
- élue meilleure arrière gauche de la saison 2024-2025

## Décorations
- Chevalier de la Légion d'honneur Décret du 8 septembre 2021[25]
- Chevalier de l'ordre national du Mérite Décret du 1er décembre 2016[26]

## Vie personnelle
Elle se présente comme d'origine franco gabonaise[réf. souhaitée]. Ses parents Jean-Thierry et Isabelle habitent toujours Saint-Julien-de-Concelles[réf. souhaitée]. 

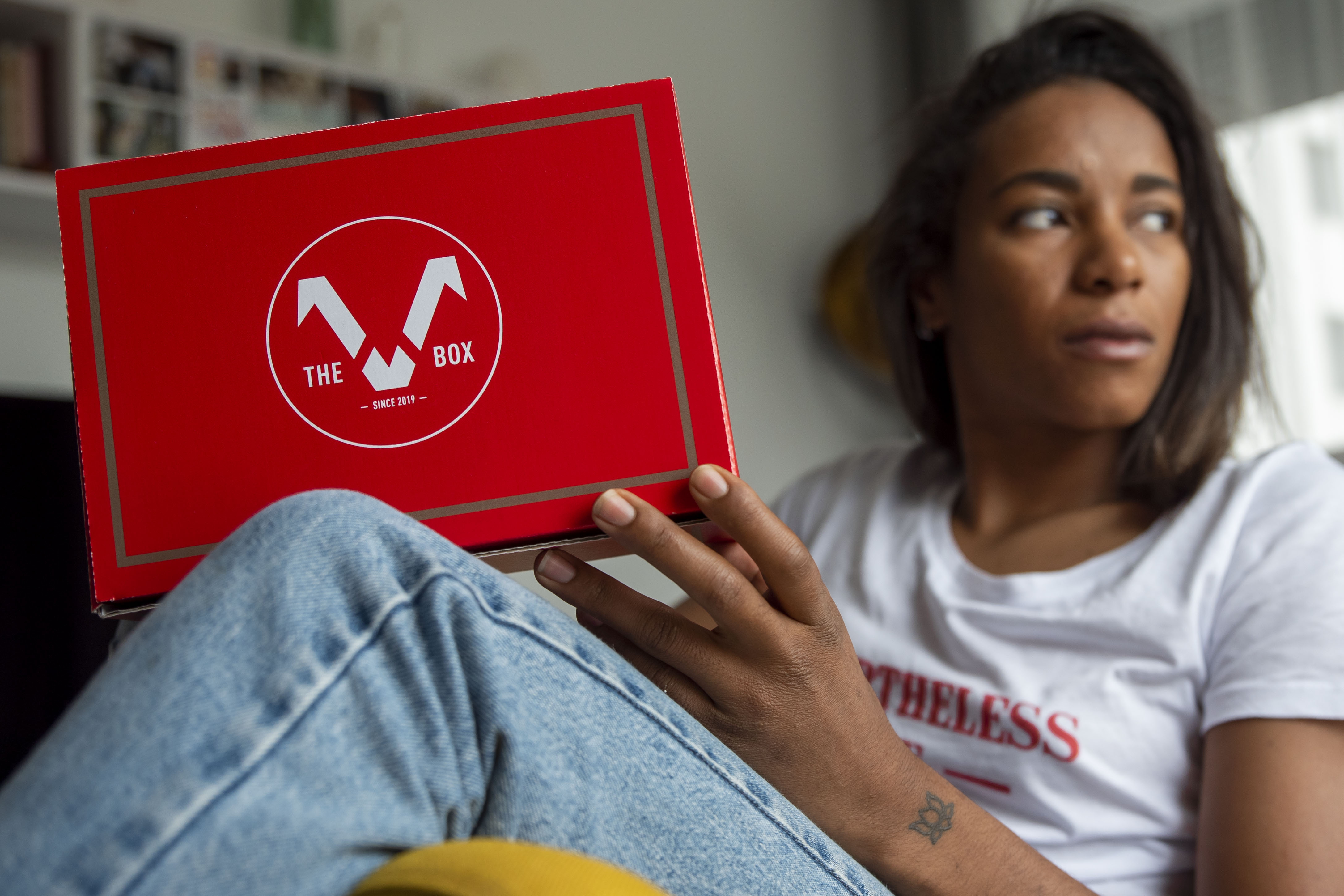
Estelle Nze Minko et sa V Box. Un projet qui regroupe dans un coffret des créations 100% féminines.

En parallèle de sa carrière de handballeuse professionnelle, Estelle Nze Minko se lance dans un projet personnel en novembre 2019 : The V Box,,. Il s'agit d'un coffret regroupant des créations portées par des entrepreneuses. Les produits sont fabriqués en France et sélectionnés par Estelle en fonction de leur impact environnemental[réf. souhaitée]. Sur ce sujet, elle déclare dans Pioche! : 
« J’ai senti ce besoin vital de me mobiliser sur quelque chose de différent du sport »
En 2019 elle crée un camp de handball pour les filles de 12 à 15 ans. Elle décrit l'expérience dans Pioche! : 
“C’était une expérience magique ! J’étais là bas, avec elles, à vivre le truc à fond. Tous les jours, j’organisais des sessions de préparation mentale par groupe de cinq ou six. Les filles me disaient ‘je n’ai pas confiance en moi’, ça revenait tout le temps. Quand à 12 ans, tu manques de confiance en toi, c’est super triste, c’est qu’il y a clairement un truc à changer. »
En mai 2020, alors qu'elle collabore déjà avec Règles Élémentaires dans le cadre de son projet The V Box en leur reversant 1€ par box vendue, elle dénonce le tabou sur les menstruations, qui ont pourtant des effets importants sur la condition physique des sportives, : « Je suis handballeuse professionnelle, internationale française. Je fais du sport de haut niveau depuis plus de 10 ans et l’on m’a posé des questions sur mes menstruations pour la première fois l’année dernière. [...] Je n'ai pas les compétences nécessaires pour tirer des conclusions sur le lien direct entre la blessure et les menstruations, mais j'encourage les gens qualifiés à nous donner des réponses ».